# ناوشکن کلاس اسلپنر
دیسترویر کلاس اسلپنر (به انگلیسی: Sleipner-class destroyer) یک کلاس از کشتی است که طول آن ۷۴٫۳۰ متر (۲۴۳٫۷۷ فوت) می‌باشد.